# Порос (Гребен)
Порос (грч. Πόρος) је насељено место у општини Гребен у периферији Западна Македонија, Грчка. Према попису из 2021. године било је 79 становника.
Према бугарском географу и историчару, Василу Канчову, у Поросу је 1900. године живело 97 Грка. Село се раније звало Гостун.